# Louis Leakey
Louis Seymour Bazett Leakey, född 7 augusti 1903 i Kabete, Kenya, död 1 oktober 1972 i London, var en brittisk-kenyansk antropolog verksam i Kenya. Han var son till missionärerna Harry Leakey och Mary Bazett Leakey, och växte upp med barn från kikuyustammen.

## Biografi
1926 tog Leakey examen vid  University of Cambridge i England. 1928 gifte han sig med Frieda. Den första boken han skrev var The Stone Age Cultures of Kenya Colony. Han upptäckte den äldsta Homo Sapiens som hittats. 1936 skrev han självbiografin White Africa. Före 1939 gifte han om sig med  Mary.
Leakey blev Civilian Intelligence Officer för regeringen i Kenya och därefter flyttad till African Intelligence Department. I slutet av andra världskriget blev Leakey spion och skickades för att samla information.
I juni 1947 startade han utgrävning på Rusingaön. 1949 hittade Laekey den första skallen av en Proconsul med komplett ansikte, den felande länken. 1959 hittade han och Mary ett skelett som de kallade "Sinj" (idag hänförd till Homo erectus). 1972 dog Louis Leakey i hjärtattack. Mary och deras son Richard arbetade vidare.

## Eftermäle
Förutom arkeologin hade hans intresse för människor och deras förfäder också inspirerat zoologer att studera apor. Dian Fossey, Jane Goodall och Birutė Galdikas är lärjungar till Louis.
Asteroiden 7958 Leakey är uppkallad efter honom.

## Barn
- Richard Leakey,[5] född 19 december 1944